# 浅森夕紀子
浅森 夕紀子（あさもり ゆきこ、6月17日 - ）は、京都府出身の俳優、脚本家、演出家、プロデュースもする。

## 受賞
京都府健康優良児。
2019年1月開催の「ショートショートカーニバル」にて「最優秀女優賞」。また同フェスティバルにて、自身の脚本・演出・出演作が「観客賞三位」を受賞。

## 出演作
映画
- 『藍色少年少女』 - 第25回キネコ国際映画祭　日本作品長編部門ノミネート
- 『漆黒の神威episodeZERO』 - ゆうばりファンタスティック映画祭2022　招待作品
- 『憧れdoll』 - 第22回中之島映画祭グランプリ、ゆうばり国際ファンタスティック映画祭2024 グランプリ、第16回⽇本映像グランプリ 監督賞、グランプリ 、主演⼥優賞
- 『⻑全寺』 - ブッタ国際映画祭2024ベストディレクション賞、ニース国際映画祭2025 ５部⾨⼊賞

## 来歴
伏見稲荷大社のお膝元で幼少期を過ごす。
稲荷幼稚園在学中に京都府が開催した「京都府健康優良児」(京都府内の全公立幼稚園の児童を対象とした成長検査、能力検査)選出のための三人に選ばれ、数々の検査・審査を通過し「京都府健康幼児」に選ばれ江崎グリコの社長より表彰される。
高校三年生の文化祭で演劇をし、主役の幼馴染役で男役をやりつつ、演出もする。これが初の演劇との関わりとなる。
池坊短期大学時代は、部活・サークルには所属せずフランス料理店のアルバイトにせいを出す。
卒業を控えた春に劇団ひまわり大阪養成所に入所し、本格的に俳優の道を歩み始める。
3年間、養成所で演劇を学んだあと、約1年かけて上京資金を貯め、2001年に上京。
上京後はいくつかの自主制作映画に出演し、「メイビ」に所属。（2024年までの約20年所属）
演劇ワークショップで出会った俳優達と舞台「裁判員の評決」を上演。好評を得て演劇チーム「47ENGINE」を結成。
赤坂サカスの向かいのビルの最上階にて毎月１回の短編毎月演劇ライブ「赤坂ジルバ」（2009年1月 - 2010年12月）
拠点を新宿二丁目に移動し、毎月ライブを継続。短編毎月演劇ライブ「新宿ジャイブ」（2011年1月～10月）
2024年、株式会社ゼロステーション所属になる。